# Похияха
Похияха (устар. Похи-Яха) — река в России, протекает по Ямало-Ненецкому АО. Устье реки находится на 123-м км по левому берегу реки Етыпур. Длина — 75 км.
Река практически недоступна из-за того что, протекает в местах, где нет проезжих дорог: местность по берегам — сплошные непроходимые болота. Самое популярное место на реке из-за его доступности — это мост на единственном пересечении с грунтовой дорогой — зимником, который соединяет село Халясавэй с остальным миром.

## Происхождение названия
Практически у всех рек Ямало-Ненецком АО название состоит из слитно или через дефис написанных двух слов на ненецком языке.
Как правило, первая часть говорит о характере местности, а вторая часть просто сообщает что это река. «Похи-Яха» — это сочетание слов «пухаца яха», произнесённых нараспев, что дословно переводится «старуха-река».

## Исторические сведения
Предполагают, что первое упоминание этой реки было в 1820—1822 гг. в рукописной карте местности. Карта фигурирует в книге «Григорий Строганов и освоение земель Сибирских» автора Беляева И. Д

## Мосты и переправы
Не считая естественных завалов в верховьях реки, первым постоянным мостом через реку стал так называемый «горелый мост». Мост построен в 1980-х годах и выполнен классически для мест освоения нефти и газа. Это отбракованные, а зачастую и новые трубы, которые используются для добычи нефти. Инженерное решение простое: трубы вставлены друг в друга и сварены между собой с таким расчетом, чтобы при переправе через мост техника не свалилась в реку. Своё название получил из-за того, что первый мост был построен деревянным, однако был сожжён местным населением, которому не нравится добыча нефти и газа.

## Притоки
Притоки Похияхи от устья к истоку:
- 20 км: Отаяха
- 25 км: Нюча-Похияха
- 30 км: Манаяха
- 43 км: Тыдэяха
- 52 км: река без названия

## Данные водного реестра
По данным государственного водного реестра России относится к Нижнеобскому бассейновому округу, водохозяйственный участок реки — Пур, речной подбассейн реки — подбассейн отсутствует. Речной бассейн реки — Пур.
Код объекта в государственном водном реестре — 15040000112115300057374.